# Апанаєво
Апана́єво (рос. Апанаево, марій. Апанаево) — присілок у складі Моркинського району Марій Ел, Росія. Входить до складу Себеусадського сільського поселення.

## Населення
Населення — 34 особи (2010; 38 у 2002).
Національний склад (станом на 2002 рік):
- лучні марійці — 100 %